# پیریتا
پیریتا (به لاتین: Pirita) یکی از ناحیه‌های شهر تالین است.

## خصوصیات
پیریتا ۱۸٫۷ کیلومترمربع مساحت و ۱۷٬۵۹۲ نفر جمعیت دارد.

## نگارخانه

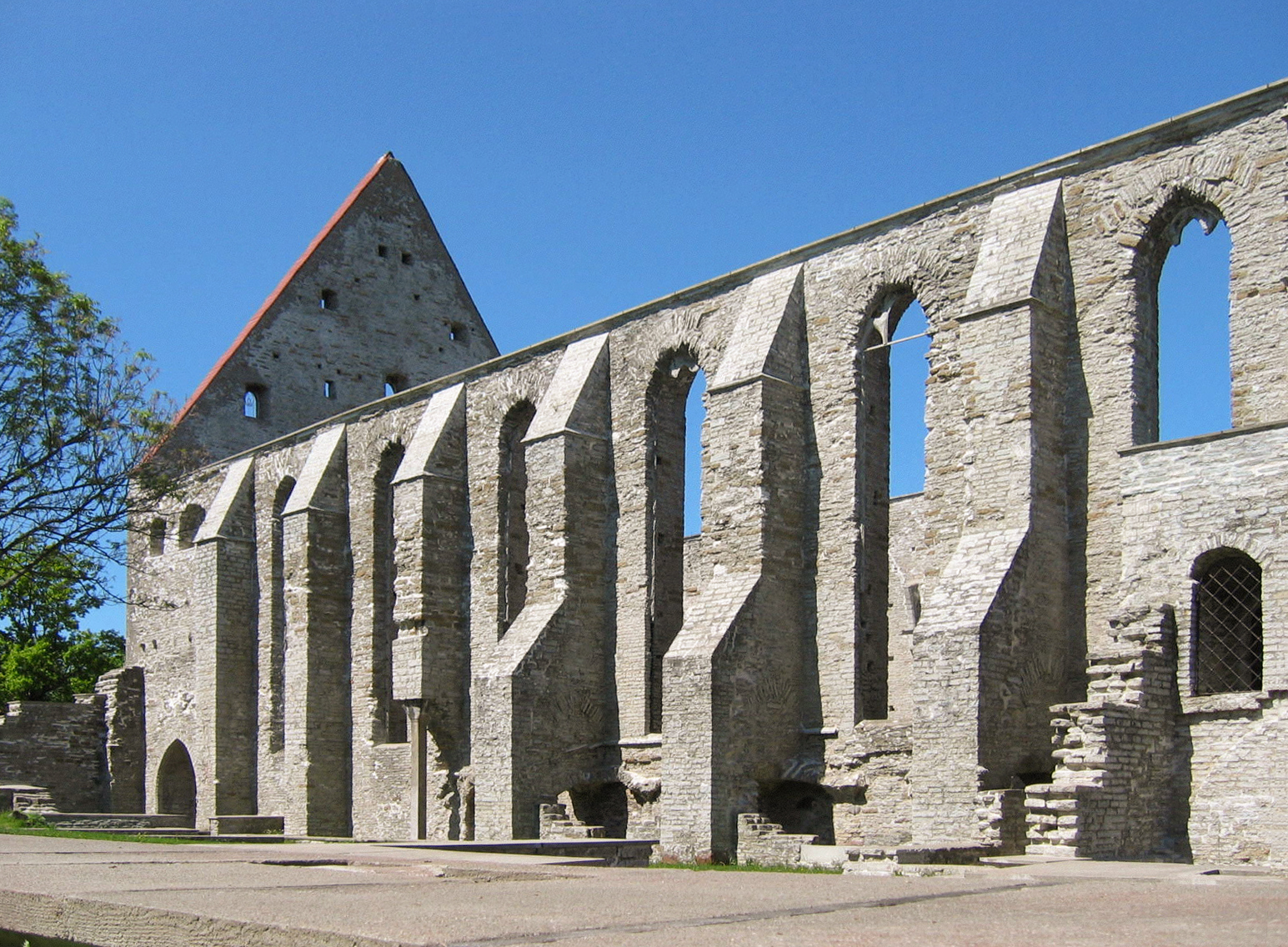
Pirita monastery
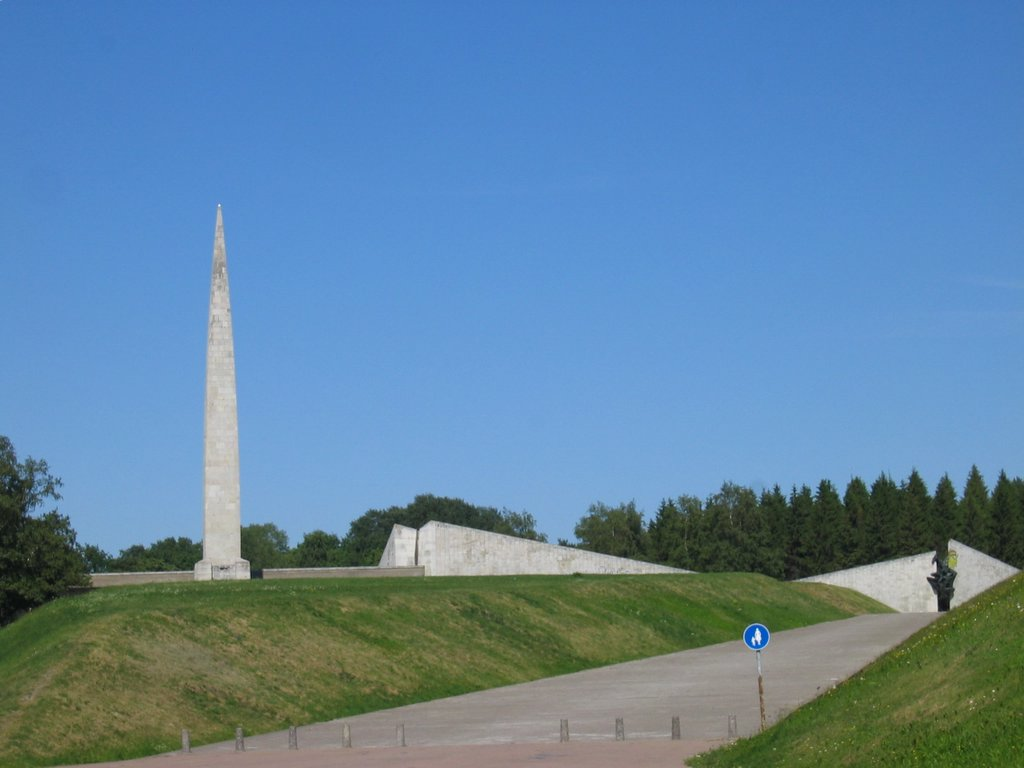
Maarjamäe War Memorial
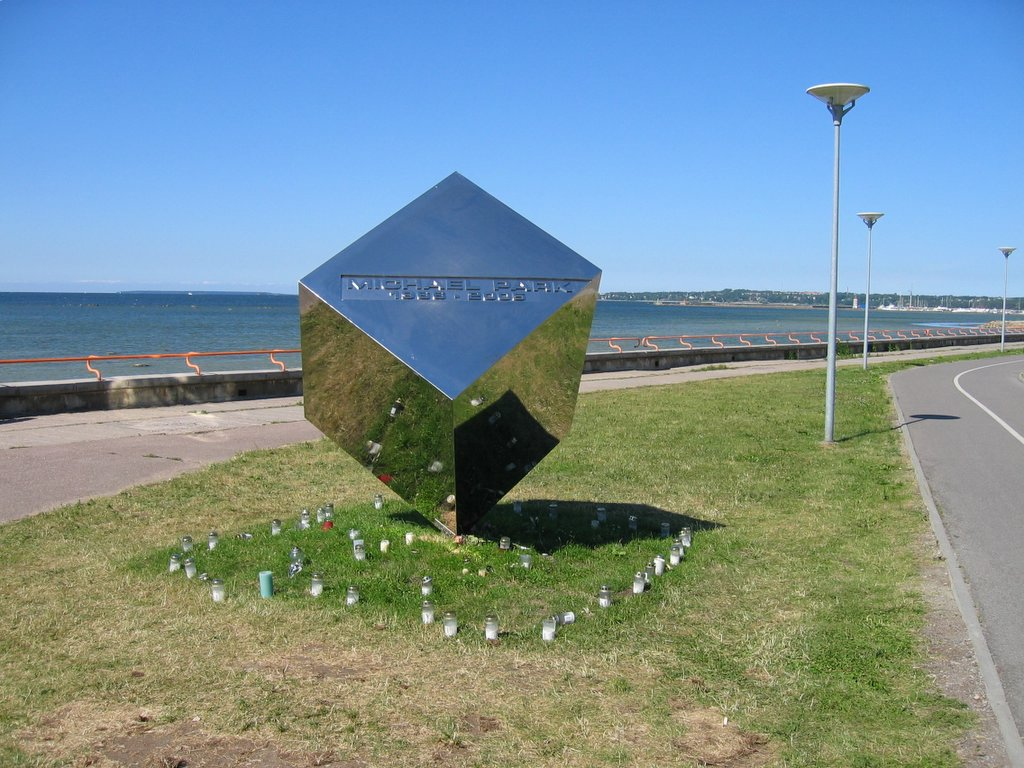
Monument to Michael Park
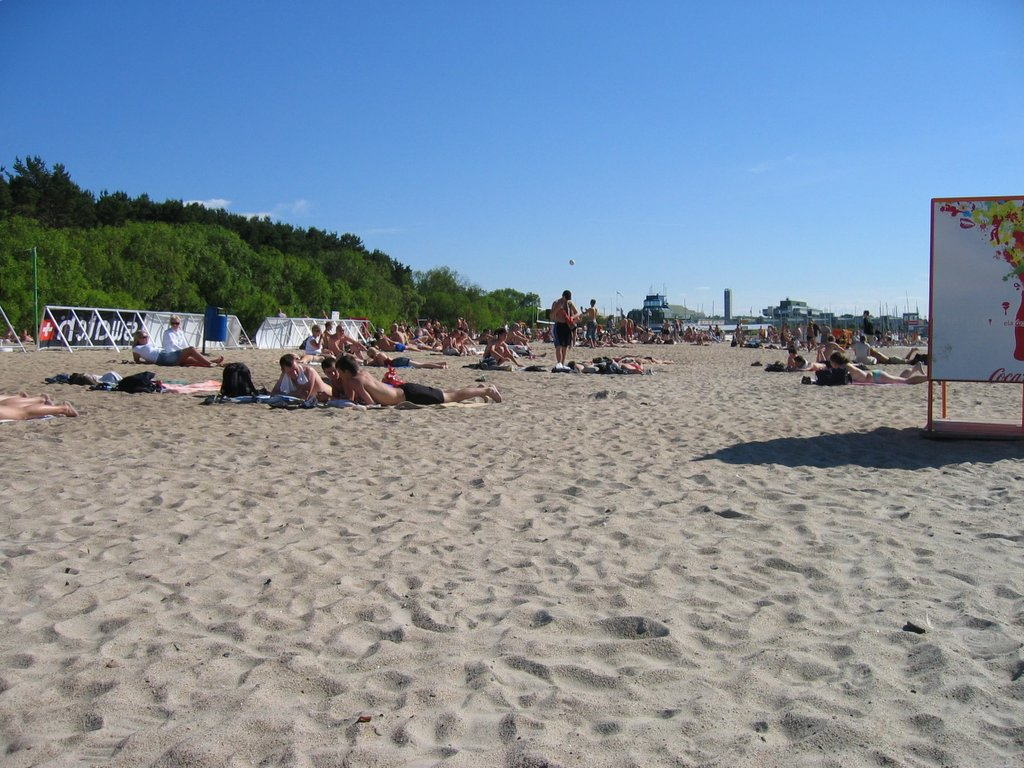
Pirita beach
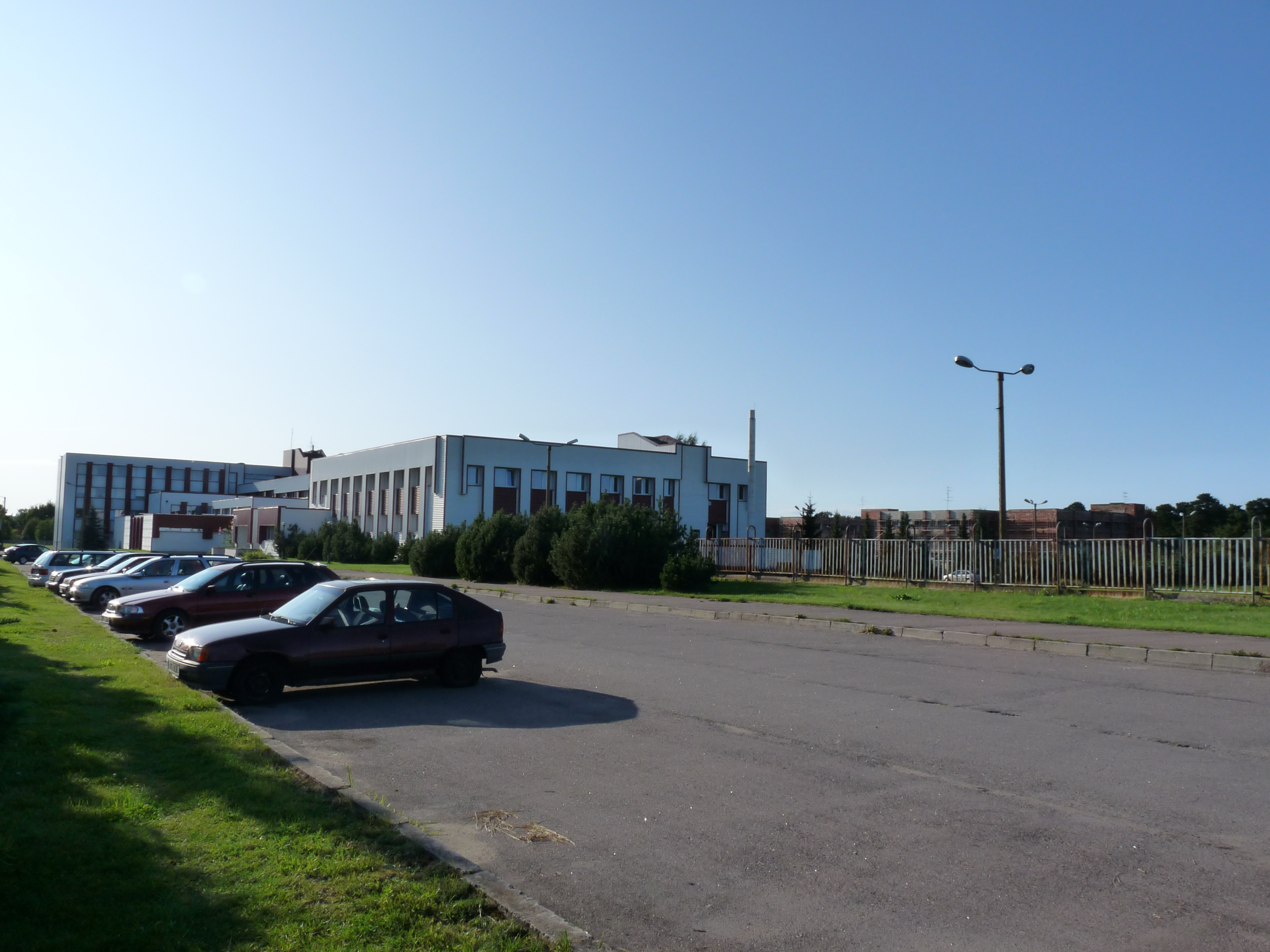
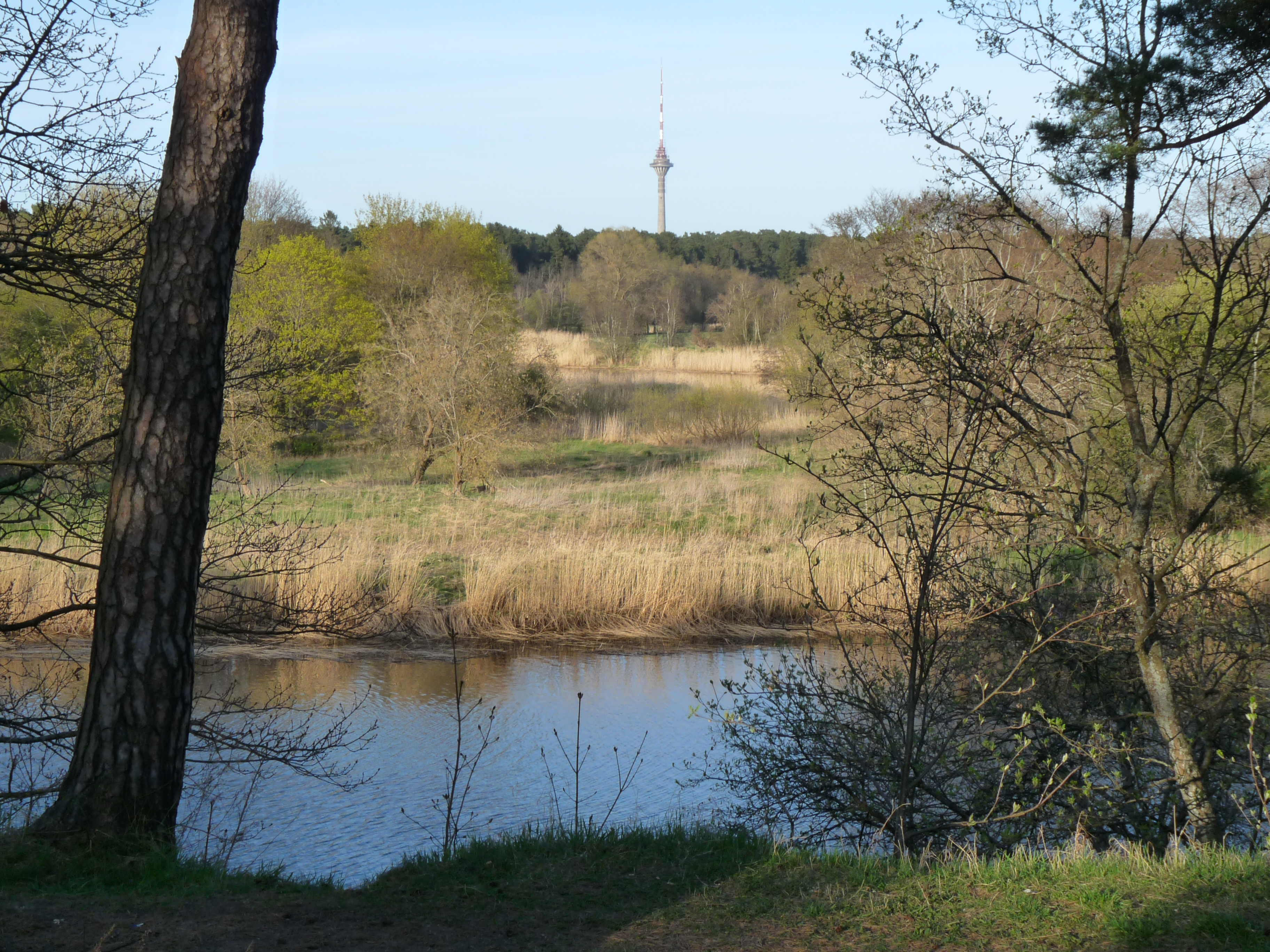
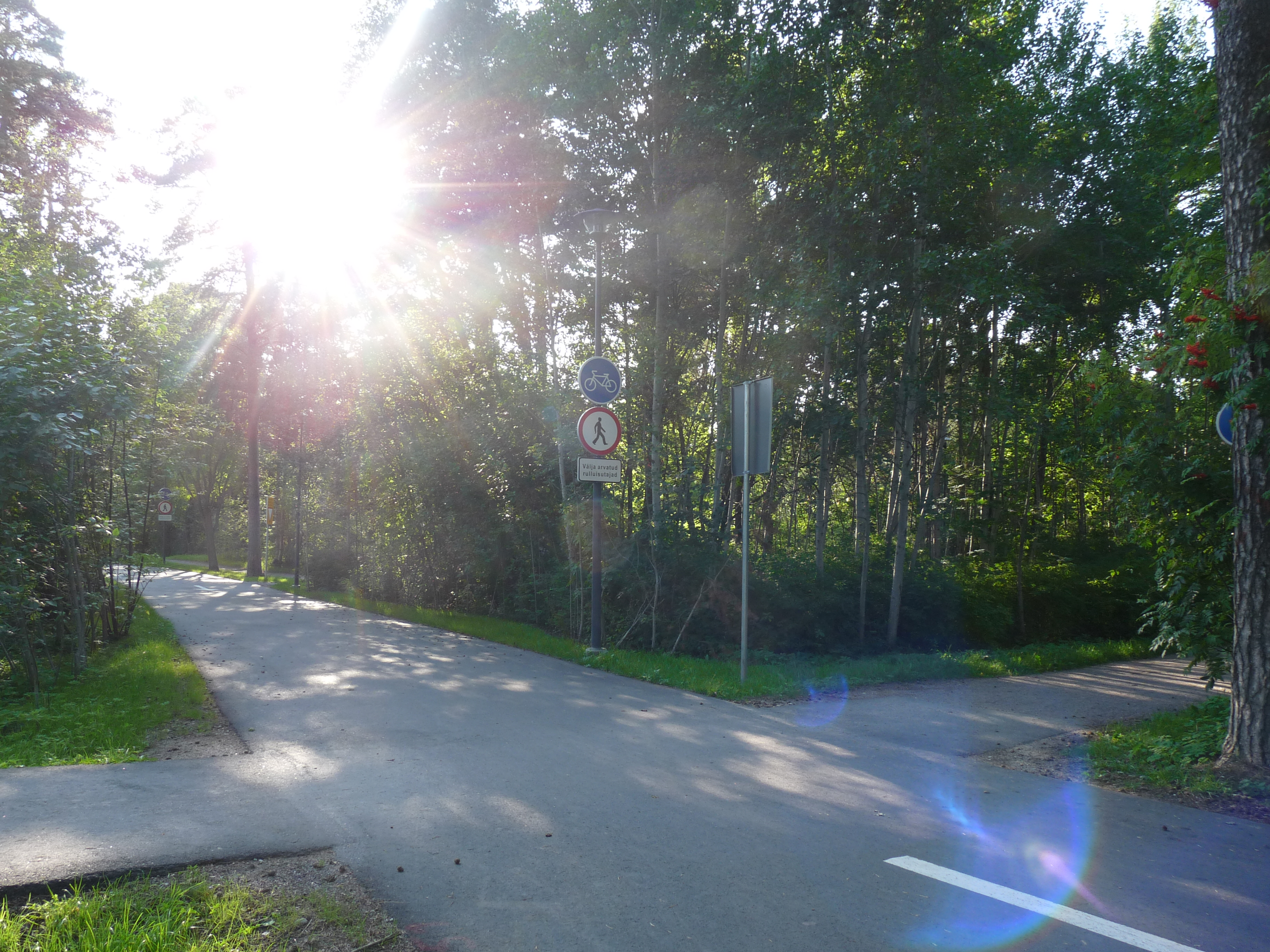
Cycle track